# コピノ
コピノ（Kopino）は韓国の男性とフィリピンの現地女性の間で生まれた2世をフィリピンで言う言葉である。コリアン（Korean）とフィリピノ（Philipino）の合成語である。
2008年12月時点で、コピノは韓国人が多く居住しているマニラ首都圏（メトロ・マニラ）のケソンだけで1500人内外がいると把握されており、2012年基準で2万人との推定や、ウォール・ストリート・ジャーナルによれば2014年時点で3万人にも膨れ上がっていると報じられている。

## 社会問題
韓国男性がフィリピン女性を妊娠させ出産となっても、ほとんどの場合韓国へ帰国をしたり、認知や支援をしないため、コピノの大半は貧困で教育もろくに受けられず、汚物のたまった掘っ立て小屋で粉ミルクすらまともに摂取できない最底辺の生活を余儀なくされている。
フィリピンにはコピノのほかにも先進国の外国人との混血児がいるが、これらの国の社会福祉団体は混血児を体系的に支援し、母親への職業訓練も行っている。現地でコピノ支援活動を行うモク・チンヒョクク東方社会福祉会理事は「何よりも父親の態度が違う。米国人や日本人の父親は子どもの存在を知ると、養育費を送ったり自国に連れて行ったりするケースが少なくとも半分を占める」と語っている。一方、韓国人の父親のほとんどは子どもの存在を知らないか、または否定をするという。
コピノが増加している要因として、韓国人の買春旅行、短期語学留学生の無責任な振る舞い、加えてフィリピンでは1930年以来堕胎が違法化され、しかも大部分が避妊と堕胎を許容しないカトリック信者である点も理由に挙げられる。
フィリピンの観光客全体のうち韓国人の比率は23.6%（2011年）と最も高い割合を占める。旅行業界関係者は「木曜日や金曜日のフィリピン行き飛行機はほとんど満席だ」と語っており、これらの観光客の行先地は、おおよそ昼にはゴルフ場、夜には歓楽街と決まっている。短期語学研修生たちも英語を早く習うと、フィリピン女性と同居し子供まで産んで、無分別に韓国に帰る場合も少なくない。僑民団体関係者は「フィリピン女性たちは、特に避妊を要求せず、カトリックの影響と費用の問題で中絶もしない」とし、「フィリピンを訪れた男性たちはフィリピンに自分の2世がいるかも知れないと考えて見なければならないだろう」と語っている。
米国や外国に比べて物価と教育費が安く、1対1の英語教育が可能で、英語研修地として脚光を浴びているフィリピンに、短期の語学研修に行く韓国学生たちは、2007年現在で年に4万名にも達している。この中の一部学生たちの度を越えた不法・不道徳行為は社会的問題を惹起するだけでなく、韓国への印象すら悪化させている。最も大きな問題は不法買春で、中にはフィリピン女性たちに変態的性行為を要求するだけでなく、暴力を振るうなど加虐的行為も行う者もいた。
また、フィリピン語学研修関連カフェにおいて、語学研修に行って来た学生の中の一部が、夜文化という交流会を作り、自分と付き合ったり性的関係をもったフィリピン女性たちを写真を使って晒し者にするという事件もあった。
このような醜態によって、韓国人を見るフィリピン人たちの視線は日増しに厳しくなっており、嫌韓感情の高まりの一因ともなっている。
2010年に入ってから数年で1万人から3万人に急増している。フィリピンは、韓国人にとって人気のある旅行先であり、フィリピンを訪れた外国人470万人のうち25%が韓国人である。フィリピンでは、韓国が熱心に問題提起している慰安婦問題と同様、韓国人がフィリピン女性を性的搾取する加害者になりつつあると批判する報道もある。一部、韓国人の父に認知されて引き取られ、韓国で育つコピノも存在するが、排他的な社会風土の中で貧しい国の女性との混血児ということで差別を受けることが多い。